# Arnao de Bruselas

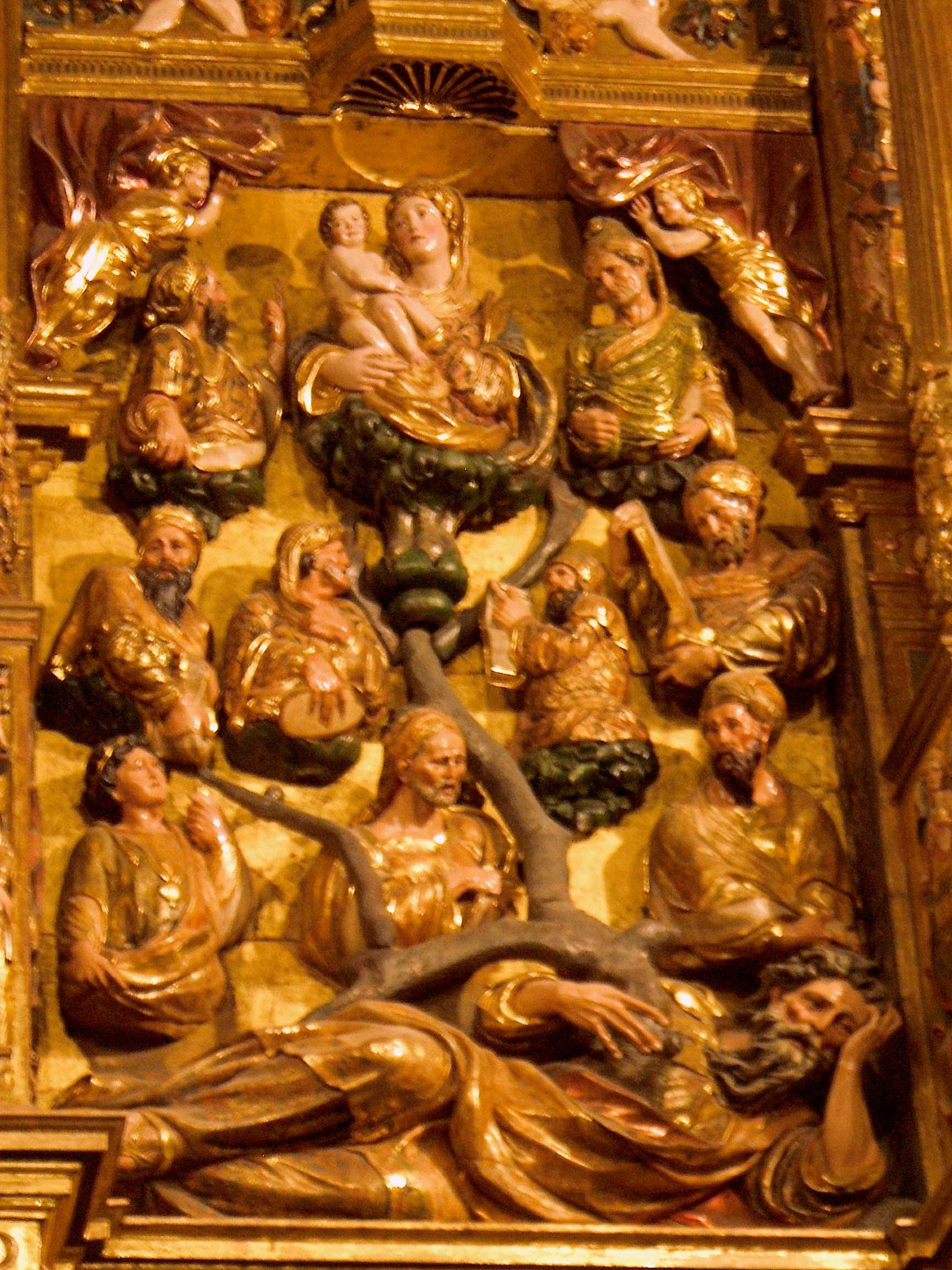
Árbol de Jesé, retablo mayor de la Imperial Iglesia de Santa María de Palacio, Logroño.

Arnao de Bruselas (fl. 1536 - 1564) fue un escultor renacentista español probablemente de origen flamenco, según indica su apellido, aunque su formación y actividad profesional se desarrolló enteramente en España. En septiembre de 1536, siendo mozo, se colocó como aprendiz de Damián Forment en Zaragoza, trabajando en su taller por espacio de cuatro años.
Con Forment debió de establecerse entre 1537 y 1540 en Santo Domingo de la Calzada, donde el maestro tenía a su cargo el retablo mayor de su catedral. De 1545 a 1550 se le documenta en tierras de la diócesis de Calahorra en las compañías de Juan de Beugrant, primero, y del guipuzcoano Andrés de Araoz más tarde. Con Beugrant pudo colaborar en 1545 en el retablo de San Vicente de la Sonsierra. 
Entre 1549 y 1552 fijó su residencia en Genevilla, localidad navarra perteneciente a la diócesis de Calahorra, donde Araoz tenía contratada la ejecución del retablo mayor en el que toda la obra de bulto redondo parece corresponder al «maestre Arnao». Pero al mismo tiempo que trabajaba en la obra de Genevilla, en 1550 contrató por cuenta propia el retablo mayor de la iglesia de San Martín de Alberite, concluido en 1555 cuando Andrés de Araoz se encargó de su tasación. Del taller establecido por Araoz en Genevilla salió también un retablo para Laguardia y el retablo mayor de Elvillar (Álava), del que se hizo cargo Araoz en 1550, en el que es indudable la intervención de Arnao de Bruselas incluso desde un año antes, aunque su nombre no aparezca en la documentación.
Desde 1553, cuando se encargó del retablo mayor de la Imperial Iglesia de Santa María de Palacio, y hasta 1563, cuando se interrumpen las noticias documentales, se mantuvo al frente de un activo taller establecido en Logroño. Buena muestra de la notoriedad que para esas fechas había adquirido son los muchos encargos que en esta fase de su actividad recibió de Aragón, comenzando por el retablo de San Bernardo, contratado en 1556 para el Monasterio de Veruela y conservado actualmente en Vera de Moncayo, y los relieves historiados y esculturas de bulto redondo de los mártires San Lorenzo, San Valero y San Andrés, que labró en piedra aljez entre 1557 y 1560 para el trascoro de La Seo de Zaragoza, junto con un Calvario en madera policromada. 